# جایی که فقط خودمون می‌دونیم
«جایی که فقط خودمون می‌دونیم» (به انگلیسی: Somewhere Only We Know) تک‌آهنگی از کین است که در سال ۲۰۰۴ میلادی منتشر شد.
این تک‌آهنگ در چارت‌های بریتانیا، در رتبه اول و در چارت‌های ، اسکاتلند، دانمارک، فرانسه جزو ده ترانه اول قرار گرفت.